# Косте (Анкона)
Косте је насеље у Италији у округу Анкона, региону Марке.
Према процени из 2011. у насељу је живело 229 становника. Насеље се налази на надморској висини од 281 м.